# Mecothrix flaviciliata
Mecothrix flaviciliata is een vlinder uit de familie van de visstaartjes (Nolidae). Deze soort is voor het eerst wetenschappelijk beschreven als Celama flaviciliata door George Francis Hampson in een publicatie uit 1901.
De soort komt voor in Sierra Leone.